# بورشتشيف
بورشتشيف (Борщів) هي مدينة في مقاطعة تيرنوبيلسكا في أوكرانيا.

## توأمة
لبورشتشيف اتفاقيات توأمة مع:
- يزتشمبية ازدرويي (28 أغسطس 2017 - )[5]